# Arwal (distrikt)
Arwal (bihari: अरवल जिला) er et distrikt i den indiske delstat Bihar. Distriktets hovedstad er Arwal. 

## Demografi
Ved folketællingen i 2011 var der 699.563 indbyggere i distriktet, mod 589.476 i 2001. Den urbane befolkning udgør 7,36 % af befolkningen.
Børn i alderen 0 til 6 år udgjorde 17,68 % i 2011 mod 19,45 % i 2001. Antallet af piger i den alder per tusinde drenge er 941 i 2011 mod 920 i 2001.